# Eugénie Le Sommer
Eugénie Anne Claudine Le Sommer (Grasse, 18 maggio 1989) è una calciatrice francese, attaccante dell'Olympique Lione, e della nazionale francese.
È la miglior marcatrice dell'Olympique Lione, considerando entrambe le squadre femminile e maschile; nel febbraio del 2024, ha superato le 300 reti con il club francese. Inoltre nel 2025 ha stabilito un nuovo primato nel calcio femminile del suo paese, raggiungendo le 200 presenze sia con la maglia dell'OL che con le Bleues.

## Tecnica
Eugénie Le Sommer viene impiegata sia come centrocampista offensivo che come attaccante, ruoli che ha ricoperto nei club e nelle diverse nazionali giovanili e nazionale maggiore della Francia.

## Carriera

### Club
Eugénie Le Sommer si appassiona al gioco del calcio fin da giovanissima, decidendo nel 1994, all'età di soli 5 anni, di tesserarsi con il Plumergat, per passare l'anno successivo al Trélissac, rimanendoci fino all'estate 1998, e di seguito al Guermeur (1998-2004) e al Lorient, dove gioca in una squadra interamente femminile, dal 2004 al 2006 nella loro formazione Under-17 per passare, dalla stagione successiva, a quella iscritta al Championnat National U19.
Durante il calciomercato estivo 2007 si trasferisce allo Stade Briochin con il quale gioca sia nella formazione under 19 che in quella titolare, debuttando in Division 1 Féminine, massimo livello del campionato nazionale, fin dalla prima giornata di campionato, il 2 settembre 2007, nell'incontro perso per 2-0 con il Vendenheim. Con la squadra di Saint-Brieuc rimane tre stagioni, e dove i migliori risultati sportivi conseguiti sono stato il sesto posto in D1 nella stagione 2008-2009 e i quarti di finale di Coppa di Francia 2008-2009 e 2009-2010, congedandosi con un tabellino personale di 33 reti siglate su 65 presenze in D1.

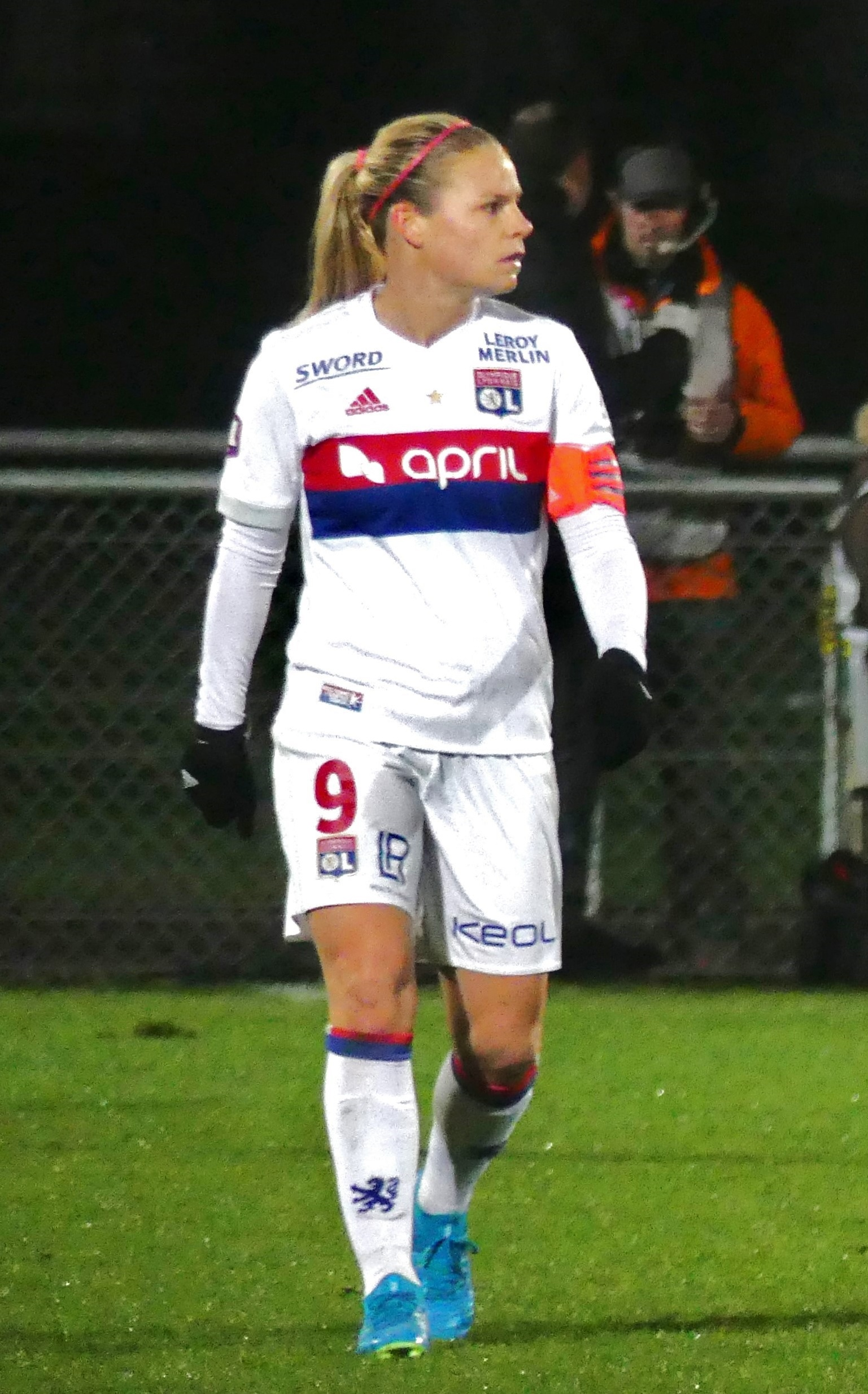
Le Sommer con la maglia dell' nel 2018.

Nell'estate 2010 sottoscrive un contratto con l'Olympique Lione, società femminile con sede a Lione, con la quale rimane ai vertici della Division 1 e delle competizioni internazionali, la UEFA Women's Champions League.
Nell'estate 2021 dopo undici stagioni consecutive all'Olympique Lione si è trasferita negli Stati Uniti in prestito all'OL Reign, società dello stesso gruppo.

### Nazionale
Le Sommer viene selezionata per vestire la maglia delle giovanili della Francia, inizialmente nella formazione under 17, dove debutta nel 2004 nella doppia amichevole del 26 e 29 ottobre con la Germania, e con la quale gioca altri due incontri, sempre in amichevole e sempre con la Germania nell'ottobre 2005.
Appena diciassettenne, nel 2006 passa alla under 19, convocata dal tecnico Stéphane Pilard in occasione delle fasi finali dell'edizione di Svizzera 2006 del Campionato europeo di categoria e dove debutta, anche in una competizione ufficiale UEFA, l'11 luglio 2006, rilevando al 77' Jessica Houara d'Hommeaux nella partita vinta per 1-4 sulle pari età della Russia e dove segna anche la sua prima rete per la Francia fissando sul 4-1 il risultato dell'incontro. Durante il torneo Le Sommer viene impiegata complessivamente in quattro incontri, tra i quali anche la finale persa per 3-0 con le avversarie della Germania. Veste la maglia delle Bleues U-19 per altri due anni giocando, sempre sotto la guida tecnica di Pilard, oltre a due edizioni consecutive (2007 e 2008) del Torneo di La Manga, anche tutti gli incontri, i sei delle qualificazioni, dove sigla tre reti, e i quattro della fase finale dell'Europeo di Islanda 2007, dove il 23 luglio apre le marcature dell'incontro vinto per 4-0 sulla Polonia. La sua nazionale viene tuttavia fermata alle semifinali dalla Germania, squadra che poi vincerà il torneo, capace di sommare altre due reti nei tempi supplementari dopo che quelli regolamentari si erano fermati sul 2-2. L'ultima esperienza di Le Sommer con l'Under-19 riguarda la partecipazione alla fase finale dell'Europeo casalingo di Francia 2008 dove le Bleues, inserite nel gruppo A, dopo la vittoria per 1-0 con la Spagna pagano la sconfitta per 3-1 con l'Italia, con Le Sommer che segna la rete del momentaneo pareggio, protagonista anche nel successivo incontro con la Norvegia dove al 73' riaccende le speranze siglando la rete dell'1-1 ma che non consente alla Francia il successivo passaggio del turno. Quella è anche la sua ultima partita in Under-19.
Pilard, al quale era affidata anche la selezione under 20, la convoca per l'amichevole con la Svizzera under 19 del 29 ottobre 2008, e dopo un ulteriore test con le pari età del Cile viene aggregata alla squadra impegnata al Mondiale di Cile 2008, accesso ottenuto grazie al risultato nell'europeo di Islanda 2007. In quell'occasione Le Sommer scende in campo in tutti gli incontri, i tre del gruppo B, dove supera la fase a gironi assieme agli Stati Uniti, ai quarti di finale, dove la Francia supera per 3-2 la Nigeria, nella semifinale, persa 2-1 con la Corea del Nord, e nella finale per il terzo posto, persa 5-3 con la Germania. Al termine del torneo, grazie alle sue 4 reti, è seconda, a pari merito con la nordcoreana Ri Ye-gyong e la statunitense Alex Morgan, nella classifica marcatrici e le viene assegnato il Pallone di bronzo.

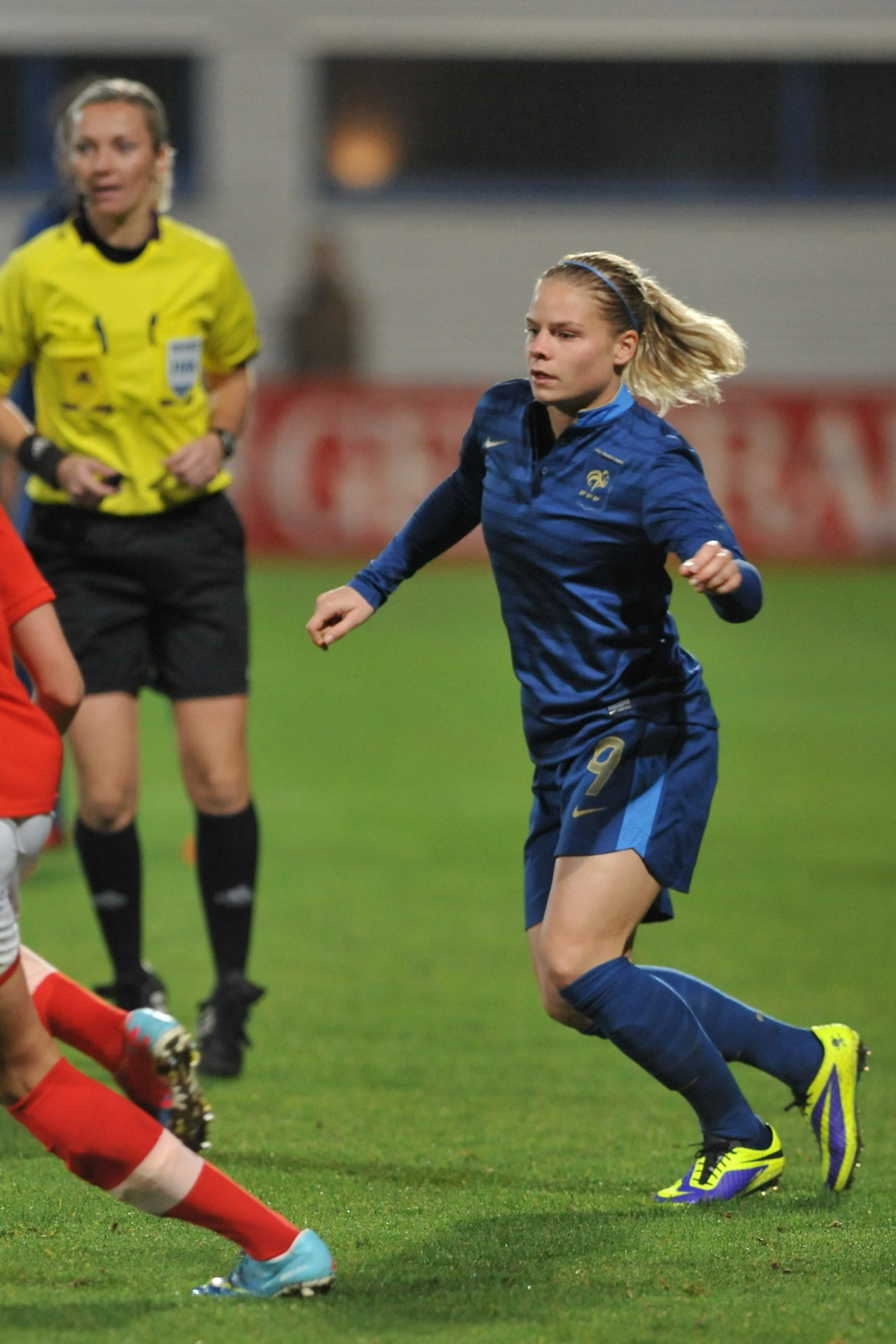
31 ottobre 2013: Le Sommer con la maglia della nazionale francese in occasione dell'incontro di qualificazione al Mondiale di Canada 2015 vinto 3-1 sull'.

Nel 2009 arriva anche la prima convocazione nella nazionale maggiore, chiamata dal CT Bruno Bini per l'amichevole del 12 febbraio vinta per 2-0 sull'Irlanda, rilevando al 75' Élodie Thomis. Bini decide di inserirla in rosa per l'edizione 2009 della Cyprus Cup, la seconda del torneo ad invito disputato a Cipro, dove Le Sommer scende in campo in tutti i quattro incontri disputati dalla sua nazionale e sigla la sua prima rete fissando il risultato sul 2-0 con la Svizzera e aprendo le marcature cinque giorni più tardi con il Sudafrica, nell'incontro vinto dalle francesi per 3-2. È anche tra le rigoriste designate nella Finale per il terzo posto, dove l'incontro viene deciso solo ai calci di rigore ed è la quinta francese al tiro dagli undici metri; anche grazie al suo centro e per l'errore dal dischetto di Ali Riley la Francia conquista il terzo posto.
Da allora viene convocata con regolarità, inserita da Bini nella formazione che partecipa alla fase finale dell'Europeo di Finlandia 2009, dove la Francia viene eliminata ai quarti di finale dai Paesi Bassi ai calci di rigore, al Mondiale di Germania 2011, dove ottiene il quarto posto sconfitta 2-1 dalla Svezia, nella Cyprus Cup 2012, dove vince per la prima volta il torneo, in quella che rappresenta la Francia alle Olimpiadi di Londra 2012, dove perde la medaglia di bronzo sconfitta dal Canada 1-0, e nell'Europeo di Svezia 2013, eliminata ai quarti di finale dalla Danimarca ai rigori dopo che i tempi regolamentari si erano conclusi sull'1-1.
Dopo l'avvicendamento sulla panchina della nazionale di Bini con Philippe Bergerôo dell'estate 2013, Le Sommer disputa le qualificazioni al Mondiale di Canada 2015, la Cyprus Cup 2014, dove condivide con le compagne il secondo titolo conquistato dalla Francia, l'Algarve Cup 2015, dove ottiene la sua presenza numero 100 con la maglia della Francia, e le Olimpiadi di Rio 2016, dove la sua nazionale viene eliminata dal Canada ai quarti di finale. Bergerôo continua a convocarla per le qualificazioni all'Europeo dei Paesi Bassi 2017, dove il 27 novembre 2015 sigla al 25' la rete numero 50 con la maglia delle Bleues, quella del parziale 2-0 nell'incontro poi vinto 6-0 con l'Albania. Partecipa inoltre all'edizione inaugurale della SheBelieves Cup.
Con l'arrivo di Olivier Echouafni alla guida della nazionale, Le Sommer gioca l'edizione 2017 della SheBelieves Cup, dove la Francia ottiene la sua prima vittoria al torneo, e i tre incontri della fase a gironi dell'Europeo dei Paesi Bassi 2017, dove la sua nazionale viene eliminata ai quarti di finale dall'Inghilterra.
Corinne Diacre, che rileva l'incarico di CT della nazionale da fine agosto 2017, continua a convocare Le Sommer nelle amichevoli in preparazione al Mondiale di Francia 2019, dove raggiunge la quota 100 presenze con la maglia delle Bleues il 6 aprile 2018, in occasione dell'amichevole vinta 8-0 sulla Nigeria. Diacre decide inoltre di inserirla nella lista delle 23 giocatrici convocate per il Mondiale casalingo annunciata dalla federazione francese il 2 maggio 2019.
Nel corso del 2025, con la vittoria per 1-0 sulla Norvegia in UEFA Women's Nations League 2025 eguaglia il primato delle 198 presenze di Sandrine Soubeyrand in nazionale 198 presenze in nazionale per poi superarlo e raggiungere quota 200 il 4 aprile di quello stesso anno, quando nel corso dello stesso torneo rileva Marie-Antoinette Katoto al 77' nell'incontro vinto in trasferta 2-0 sulla Svizzera.

## Statistiche

### Presenze e reti nei club
Statistiche aggiornate all'8 aprile 2025.
| Stagione               | Squadra                | Campionato             | Campionato | Campionato | Coppe nazionali | Coppe nazionali | Coppe nazionali | Coppe continentali | Coppe continentali | Coppe continentali | Altre coppe | Altre coppe | Altre coppe | Totale | Totale |
| Stagione               | Squadra                | Comp                   | Pres       | Reti       | Comp            | Pres            | Reti            | Comp               | Pres               | Reti               | Comp        | Pres        | Reti        | Pres   | Reti   |
| ---------------------- | ---------------------- | ---------------------- | ---------- | ---------- | --------------- | --------------- | --------------- | ------------------ | ------------------ | ------------------ | ----------- | ----------- | ----------- | ------ | ------ |
| 2007-2008              | Stade Briochin         | D1                     | 22         | 4          | CF              | 1               | 0               |                    | -                  | -                  |             | -           | -           | 23     | 4      |
| 2008-2009              | Stade Briochin         | D1                     | 21         | 10         | CF              | 3               | 2               |                    | -                  | -                  |             | -           | -           | 24     | 12     |
| 2009-2010              | Stade Briochin         | D1                     | 22         | 19         | CF              | 2               | 3               |                    | -                  | -                  |             | -           | -           | 24     | 22     |
| Totale Stade Briochin  | Totale Stade Briochin  | Totale Stade Briochin  | 65         | 33         |                 | 6               | 5               |                    | -                  | -                  |             | -           | -           | 71     | 38     |
| 2010-2011              | Olympique Lione        | D1                     | 20         | 17         | CF              | 3               | 1               | UWCL               | 9                  | 5                  |             | -           | -           | 32     | 23     |
| 2011-2012              | Olympique Lione        | D1                     | 21         | 22         | CF              | 5               | 5               | UWCL               | 9                  | 9                  |             | -           | -           | 35     | 36     |
| 2012-2013              | Olympique Lione        | D1                     | 20         | 20         | CF              | 7               | 10              | UWCL               | 9                  | 1                  |             | -           | -           | 36     | 31     |
| 2013-2014              | Olympique Lione        | D1                     | 19         | 15         | CF              | 3               | 1               | UWCL               | 4                  | 1                  |             | -           | -           | 26     | 17     |
| 2014-2015              | Olympique Lione        | D1                     | 22         | 29         | CF              | 5               | 4               | UWCL               | 4                  | 5                  |             | -           | -           | 31     | 38     |
| 2015-2016              | Olympique Lione        | D1                     | 18         | 10         | CF              | 5               | 9               | UWCL               | 9                  | 5                  |             | -           | -           | 32     | 24     |
| 2016-2017              | Olympique Lione        | D1                     | 19         | 20         | CF              | 4               | 3               | UWCL               | 9                  | 6                  |             | -           | -           | 32     | 29     |
| 2017-2018              | Olympique Lione        | D1                     | 20         | 17         | CF              | 5               | 8               | UWCL               | 8                  | 4                  |             | -           | -           | 33     | 29     |
| 2018-2019              | Olympique Lione        | D1                     | 18         | 13         | CF              | 5               | 2               | UWCL               | 8                  | 6                  |             | -           | -           | 31     | 21     |
| 2019-2020              | Olympique Lione        | D1                     | 11         | 5          | CF              | 3               | 2               | UWCL               | 6                  | 5                  | SF          | 1           | 0           | 21     | 12     |
| 2020-2021              | Olympique Lione        | D1                     | 18         | 7          | CF              | 1               | 0               | UWCL               | 3                  | 0                  |             | -           | -           | 22     | 7      |
| 2021                   | OL Reign               | NWSL                   | 18         | 8          |                 | -               | -               |                    | -                  | -                  |             | -           | -           | 18     | 8      |
| gen-giu 2022           | Olympique Lione        | D1                     | 7          | 2          | CF              | 2               | 0               | UWCL               | 3                  | 0                  |             | -           | -           | 12     | 2      |
| 2022-2023              | Olympique Lione        | D1                     | 17         | 7          | CF              | 5               | 2               | UWCL               | 7                  | 0                  | SF          | 1           | 0           | 30     | 9      |
| 2023-2024              | Olympique Lione        | D1                     | 15         | 10         | CF              | 4               | 4               | UWCL               | 6                  | 1                  | SF          | 1           | 1           | 26     | 16     |
| 2024-2025              | Olympique Lione        | PL                     | 15         | 6          | CF              | 1               | 0               | UWCL               | 7                  | 2                  | SF          | -           | -           | 23     | 8      |
| Totale Olympique Lione | Totale Olympique Lione | Totale Olympique Lione | 260        | 200        |                 | 58              | 51              |                    | 101                | 50                 |             | 3           | 1           | 422    | 291    |
| Totale carriera        | Totale carriera        | Totale carriera        | 343        | 241        |                 | 64              | 56              |                    | 101                | 50                 |             | 3           | 1           | 511    | 348    |

### Cronologia presenze e reti in nazionale
| Cronologia completa delle presenze e delle reti in nazionale ― Francia | Cronologia completa delle presenze e delle reti in nazionale ― Francia | Cronologia completa delle presenze e delle reti in nazionale ― Francia | Cronologia completa delle presenze e delle reti in nazionale ― Francia | Cronologia completa delle presenze e delle reti in nazionale ― Francia | Cronologia completa delle presenze e delle reti in nazionale ― Francia | Cronologia completa delle presenze e delle reti in nazionale ― Francia | Cronologia completa delle presenze e delle reti in nazionale ― Francia |
| Data                                                                   | Città                                                                  | In casa                                                                | Risultato                                                              | Ospiti                                                                 | Competizione                                                           | Reti                                                                   | Note                                                                   |
| ---------------------------------------------------------------------- | ---------------------------------------------------------------------- | ---------------------------------------------------------------------- | ---------------------------------------------------------------------- | ---------------------------------------------------------------------- | ---------------------------------------------------------------------- | ---------------------------------------------------------------------- | ---------------------------------------------------------------------- |
| 12-2-2009                                                              | Brest                                                                  | Francia                                                                | 2 – 0                                                                  | Irlanda                                                                | Amichevole                                                             | -                                                                      |                                                                        |
| 5-3-2009                                                               | Glasgow                                                                | Scozia                                                                 | 0 – 2                                                                  | Francia                                                                | Amichevole                                                             | 1                                                                      |                                                                        |
| 7-3-2009                                                               | Londra                                                                 | Inghilterra                                                            | 2 – 2                                                                  | Francia                                                                | Amichevole                                                             | -                                                                      |                                                                        |
| 10-3-2009                                                              | Bloemfontein                                                           | Sudafrica                                                              | 2 – 3                                                                  | Francia                                                                | Amichevole                                                             | 1                                                                      |                                                                        |
| 12-3-2009                                                              | Auckland                                                               | Nuova Zelanda                                                          | 1 – 1                                                                  | Francia                                                                | Amichevole                                                             | -                                                                      |                                                                        |
| 22-4-2009                                                              | Saint-Étienne                                                          | Francia                                                                | 2 – 0                                                                  | Brasile                                                                | Amichevole                                                             | -                                                                      |                                                                        |
| 25-4-2009                                                              | Digione                                                                | Francia                                                                | 1 – 0                                                                  | Svizzera                                                               | Amichevole                                                             | -                                                                      |                                                                        |
| 1-8-2009                                                               | Marsiglia                                                              | Francia                                                                | 0 – 4                                                                  | Giappone                                                               | Amichevole                                                             | -                                                                      |                                                                        |
| 12-8-2009                                                              | Chartres                                                               | Francia                                                                | 4 – 0                                                                  | Scozia                                                                 | Amichevole                                                             | -                                                                      |                                                                        |
| 24-8-2009                                                              | Lahti                                                                  | Islanda                                                                | 1 – 3                                                                  | Francia                                                                | Euro 2009 - 1º turno                                                   | -                                                                      |                                                                        |
| 27-8-2009                                                              | Tampere                                                                | Germania                                                               | 5 – 1                                                                  | Francia                                                                | Euro 2009 - 1º turno                                                   | -                                                                      |                                                                        |
| 30-8-2009                                                              | Helsinki                                                               | Norvegia                                                               | 1 – 1                                                                  | Francia                                                                | Euro 2009 - 1º turno                                                   | -                                                                      |                                                                        |
| 3-9-2009                                                               | Tampere                                                                | Paesi Bassi                                                            | 0 – 0 (5 - 4 dtr)                                                      | Francia                                                                | Euro 2009 - Quarti di finale                                           | -                                                                      |                                                                        |
| 23-9-2009                                                              | Zagabria                                                               | Croazia                                                                | 0 – 7                                                                  | Francia                                                                | Qual. Mondiali 2011                                                    | 1                                                                      |                                                                        |
| 24-10-2009                                                             | Bordeaux                                                               | Francia                                                                | 2 – 0                                                                  | Islanda                                                                | Qual. Mondiali 2011                                                    | -                                                                      |                                                                        |
| 28-10-2009                                                             | Le Havre                                                               | Francia                                                                | 12 – 0                                                                 | Estonia                                                                | Qual. Mondiali 2011                                                    | -                                                                      |                                                                        |
| 21-11-2009                                                             | Novi Sad                                                               | Serbia                                                                 | 0 – 2                                                                  | Francia                                                                | Qual. Mondiali 2011                                                    | -                                                                      |                                                                        |
| 25-2-2010                                                              | Dublino                                                                | Irlanda                                                                | 1 – 2                                                                  | Francia                                                                | Amichevole                                                             | -                                                                      |                                                                        |
| 27-3-2010                                                              | Clermont-Ferrand                                                       | Francia                                                                | 6 – 0                                                                  | Irlanda del Nord                                                       | Qual. Mondiali 2011                                                    | 1                                                                      |                                                                        |
| 31-3-2010                                                              | Belfast                                                                | Irlanda del Nord                                                       | 0 – 4                                                                  | Francia                                                                | Qual. Mondiali 2011                                                    | 1                                                                      |                                                                        |
| 5-5-2010                                                               | Lucerna                                                                | Svizzera                                                               | 0 – 2                                                                  | Francia                                                                | Amichevole                                                             | -                                                                      |                                                                        |
| 20-6-2010                                                              | Saint-Denis                                                            | Francia                                                                | 3 – 0                                                                  | Croazia                                                                | Qual. Mondiali 2011                                                    | 1                                                                      |                                                                        |
| 23-6-2010                                                              | Tallinn                                                                | Estonia                                                                | 0 – 6                                                                  | Francia                                                                | Qual. Mondiali 2011                                                    | 1                                                                      |                                                                        |
| 21-8-2010                                                              | Reykjavík                                                              | Islanda                                                                | 0 – 1                                                                  | Francia                                                                | Qual. Mondiali 2011                                                    | -                                                                      |                                                                        |
| 25-8-2010                                                              | Digione                                                                | Francia                                                                | 7 – 0                                                                  | Serbia                                                                 | Qual. Mondiali 2011                                                    | -                                                                      |                                                                        |
| 11-9-2010                                                              | Besançon                                                               | Francia                                                                | 0 – 0                                                                  | Italia                                                                 | Qual. Mondiali 2011                                                    | -                                                                      |                                                                        |
| 15-9-2010                                                              | Gubbio                                                                 | Italia                                                                 | 2 – 3                                                                  | Francia                                                                | Qual. Mondiali 2011                                                    | -                                                                      |                                                                        |
| 19-11-2010                                                             | Angers                                                                 | Francia                                                                | 5 – 0                                                                  | Polonia                                                                | Amichevole                                                             | -                                                                      |                                                                        |
| 18-5-2011                                                              | Nizza                                                                  | Francia                                                                | 1 – 1                                                                  | Scozia                                                                 | Amichevole                                                             | -                                                                      |                                                                        |
| 15-6-2011                                                              | Le Havre                                                               | Francia                                                                | 2 – 1                                                                  | Brasile                                                                | Amichevole                                                             | -                                                                      |                                                                        |
| 18-6-2011                                                              | Calais                                                                 | Francia                                                                | 7 – 0                                                                  | Belgio                                                                 | Amichevole                                                             | -                                                                      |                                                                        |
| 26-6-2011                                                              | Sinsheim                                                               | Nigeria                                                                | 0 – 1                                                                  | Francia                                                                | Mondiali 2011 - 1º turno                                               | -                                                                      |                                                                        |
| 30-6-2011                                                              | Bochum                                                                 | Canada                                                                 | 0 – 4                                                                  | Francia                                                                | Mondiali 2011 - 1º turno                                               | -                                                                      |                                                                        |
| 5-7-2011                                                               | Mönchengladbach                                                        | Francia                                                                | 2 – 4                                                                  | Germania                                                               | Mondiali 2011 - 1º turno                                               | -                                                                      |                                                                        |
| 9-7-2011                                                               | Leverkusen                                                             | Inghilterra                                                            | 1 – 1                                                                  | Finlandia                                                              | Mondiali 2011 - Quarti di finale                                       | -                                                                      |                                                                        |
| 13-7-2011                                                              | Mönchengladbach                                                        | Stati Uniti                                                            | 3 – 1                                                                  | Francia                                                                | Mondiali 2011 - Semifinale                                             | -                                                                      |                                                                        |
| 16-7-2011                                                              | Sinsheim                                                               | Svezia                                                                 | 2 – 1                                                                  | Francia                                                                | Mondiali 2011 - Finale 3º posto                                        | -                                                                      |                                                                        |
| 24-8-2011                                                              | Angers                                                                 | Francia                                                                | 5 – 0                                                                  | Polonia                                                                | Amichevole                                                             | 1                                                                      |                                                                        |
| 14-9-2011                                                              | Tel Aviv                                                               | Israele                                                                | 0 – 5                                                                  | Francia                                                                | Qual. Euro 2013                                                        | 1                                                                      |                                                                        |
| 22-9-2011                                                              | Dublino                                                                | Irlanda                                                                | 1 – 3                                                                  | Francia                                                                | Qual. Euro 2013                                                        | 1                                                                      |                                                                        |
| 22-10-2011                                                             | Cardiff                                                                | Galles                                                                 | 1 – 4                                                                  | Francia                                                                | Qual. Euro 2013                                                        | 1                                                                      |                                                                        |
| 26-10-2011                                                             | Parigi                                                                 | Francia                                                                | 5 – 0                                                                  | Colombia                                                               | Amichevole                                                             | -                                                                      |                                                                        |
| 16-11-2011                                                             | Grenoble                                                               | Francia                                                                | 8 – 0                                                                  | Uruguay                                                                | Amichevole                                                             | 3                                                                      |                                                                        |
| 20-11-2011                                                             | Saint-Denis                                                            | Francia                                                                | 5 – 0                                                                  | Messico                                                                | Amichevole                                                             | -                                                                      |                                                                        |
| 15-2-2012                                                              | Nîmes                                                                  | Francia                                                                | 2 – 1                                                                  | Paesi Bassi                                                            | Amichevole                                                             | 1                                                                      |                                                                        |
| 28-2-2012                                                              | Lione                                                                  | Francia                                                                | 3 – 0                                                                  | Svizzera                                                               | Amichevole                                                             | -                                                                      |                                                                        |
| 1-3-2012                                                               | Bordeaux                                                               | Francia                                                                | 2 – 1                                                                  | Finlandia                                                              | Amichevole                                                             | 1                                                                      |                                                                        |
| 4-3-2012                                                               | Tolosa                                                                 | Inghilterra                                                            | 0 – 3                                                                  | Francia                                                                | Amichevole                                                             | -                                                                      |                                                                        |
| 6-3-2012                                                               | Vancouver                                                              | Canada                                                                 | 0 – 2                                                                  | Francia                                                                | Amichevole                                                             | -                                                                      |                                                                        |
| 31-3-2012                                                              | Le Mans                                                                | Francia                                                                | 2 – 0                                                                  | Scozia                                                                 | Qual. Euro 2013                                                        | -                                                                      |                                                                        |
| 4-4-2012                                                               | Saint-Étienne                                                          | Francia                                                                | 4 – 0                                                                  | Galles                                                                 | Qual. Euro 2013                                                        | -                                                                      |                                                                        |
| 4-7-2012                                                               | Orléans                                                                | Francia                                                                | 6 – 0                                                                  | Romania                                                                | Amichevole                                                             | 2                                                                      |                                                                        |
| 11-7-2012                                                              | Beauvais                                                               | Francia                                                                | 3 – 0                                                                  | Russia                                                                 | Amichevole                                                             | -                                                                      |                                                                        |
| 19-7-2012                                                              | Parigi                                                                 | Francia                                                                | 2 – 0                                                                  | Giappone                                                               | Amichevole                                                             | -                                                                      |                                                                        |
| 25-7-2012                                                              | Glasgow                                                                | Stati Uniti                                                            | 4 – 2                                                                  | Francia                                                                | Olimpiadi 2012 - 1º turno                                              | -                                                                      |                                                                        |
| 28-7-2012                                                              | Glasgow                                                                | Francia                                                                | 5 – 0                                                                  | Corea del Nord                                                         | Olimpiadi 2012 - 1º turno                                              | -                                                                      |                                                                        |
| 31-7-2012                                                              | Newcastle upon Tyne                                                    | Francia                                                                | 1 – 0                                                                  | Colombia                                                               | Olimpiadi 2012 - 1º turno                                              | -                                                                      |                                                                        |
| 3-8-2012                                                               | Glasgow                                                                | Svezia                                                                 | 1 – 2                                                                  | Francia                                                                | Olimpiadi 2012 - Quarti di finale                                      | -                                                                      |                                                                        |
| 6-8-2012                                                               | Londra                                                                 | Francia                                                                | 1 – 2                                                                  | Giappone                                                               | Olimpiadi 2012 - Semifinale                                            | 1                                                                      |                                                                        |
| 9-8-2012                                                               | Coventry                                                               | Canada                                                                 | 1 – 0                                                                  | Francia                                                                | Olimpiadi 2012 - Finale 3º posto                                       | -                                                                      |                                                                        |
| 15-9-2012                                                              | Bordeaux                                                               | Francia                                                                | 4 – 0                                                                  | Irlanda                                                                | Qual. Euro 2013                                                        | 2                                                                      |                                                                        |
| 19-9-2012                                                              | Edimburgo                                                              | Scozia                                                                 | 0 – 5                                                                  | Francia                                                                | Qual. Euro 2013                                                        | 2                                                                      |                                                                        |
| 20-10-2012                                                             | Londra                                                                 | Inghilterra                                                            | 2 – 2                                                                  | Francia                                                                | Amichevole                                                             | -                                                                      |                                                                        |
| 24-10-2012                                                             | Amsterdam                                                              | Paesi Bassi                                                            | 1 – 1                                                                  | Francia                                                                | Amichevole                                                             | 1                                                                      |                                                                        |
| 29-11-2012                                                             | Colonia                                                                | Germania                                                               | 1 – 1                                                                  | Francia                                                                | Amichevole                                                             | -                                                                      |                                                                        |
| 13-2-2013                                                              | Saint-Denis                                                            | Francia                                                                | 3 – 3                                                                  | Nuova Zelanda                                                          | Amichevole                                                             | -                                                                      |                                                                        |
| 6-3-2013                                                               | Le Havre                                                               | Francia                                                                | 2 – 2                                                                  | Brasile                                                                | Amichevole                                                             | 1                                                                      |                                                                        |
| 9-3-2013                                                               | Rouen                                                                  | Francia                                                                | 1 – 1                                                                  | Messico                                                                | Amichevole                                                             | -                                                                      |                                                                        |
| 4-4-2013                                                               | Nizza                                                                  | Francia                                                                | 1 – 1                                                                  | Canada                                                                 | Amichevole                                                             | -                                                                      |                                                                        |
| 1-6-2013                                                               | Strasburgo                                                             | Francia                                                                | 3 – 0                                                                  | Finlandia                                                              | Amichevole                                                             | -                                                                      |                                                                        |
| 29-6-2013                                                              | Reims                                                                  | Francia                                                                | 1 – 0                                                                  | Norvegia                                                               | Amichevole                                                             | -                                                                      |                                                                        |
| 6-7-2013                                                               | Angers                                                                 | Francia                                                                | 0 – 2                                                                  | Australia                                                              | Amichevole                                                             | -                                                                      |                                                                        |
| 12-7-2013                                                              | Norrköping                                                             | Francia                                                                | 3 – 1                                                                  | Russia                                                                 | Euro 2013 - 1º turno                                                   | 1                                                                      |                                                                        |
| 15-7-2013                                                              | Norrköping                                                             | Spagna                                                                 | 0 – 1                                                                  | Francia                                                                | Euro 2013 - 1º turno                                                   | -                                                                      |                                                                        |
| 18-7-2013                                                              | Linköping                                                              | Francia                                                                | 3 – 0                                                                  | Inghilterra                                                            | Euro 2013 - 1º turno                                                   | 1                                                                      |                                                                        |
| 22-7-2013                                                              | Linköping                                                              | Francia                                                                | 1 – 1 (2 - 4 dtr)                                                      | Danimarca                                                              | Euro 2013 - Quarti di finale                                           | -                                                                      |                                                                        |
| 20-9-2013                                                              | Tolosa                                                                 | Francia                                                                | 2 – 0                                                                  | Rep. Ceca                                                              | Amichevole                                                             | -                                                                      |                                                                        |
| 26-9-2013                                                              | Astana                                                                 | Kazakistan                                                             | 0 – 4                                                                  | Francia                                                                | Qual. Mondiali 2015                                                    | -                                                                      |                                                                        |
| 25-10-2013                                                             | Grenoble                                                               | Francia                                                                | 6 – 0                                                                  | Polonia                                                                | Amichevole                                                             | 2                                                                      |                                                                        |
| 31-10-2013                                                             | Vienna                                                                 | Austria                                                                | 1 – 3                                                                  | Francia                                                                | Qual. Mondiali 2015                                                    | -                                                                      |                                                                        |
| 23-11-2013                                                             | Sofia                                                                  | Bulgaria                                                               | 0 – 10                                                                 | Francia                                                                | Qual. Mondiali 2015                                                    | 1                                                                      |                                                                        |
| 28-11-2013                                                             | Besançon                                                               | Francia                                                                | 14 – 0                                                                 | Bulgaria                                                               | Qual. Mondiali 2015                                                    | 3                                                                      |                                                                        |
| 8-2-2014                                                               | Aix-en-Provence                                                        | Francia                                                                | 3 – 0                                                                  | Svezia                                                                 | Amichevole                                                             | 1                                                                      |                                                                        |
| 5-4-2014                                                               | Le Havre                                                               | Francia                                                                | 7 – 0                                                                  | Kazakistan                                                             | Qual. Mondiali 2015                                                    | -                                                                      |                                                                        |
| 9-4-2014                                                               | Saint-Denis                                                            | Francia                                                                | 3 – 1                                                                  | Austria                                                                | Qual. Mondiali 2015                                                    | -                                                                      |                                                                        |
| 7-5-2014                                                               | Rennes                                                                 | Francia                                                                | 4 – 0                                                                  | Ungheria                                                               | Qual. Mondiali 2015                                                    | -                                                                      |                                                                        |
| 11-6-2014                                                              | Le Mans                                                                | Francia                                                                | 0 – 0                                                                  | Brasile                                                                | Amichevole                                                             | -                                                                      |                                                                        |
| 15-6-2014                                                              | Cordova                                                                | Spagna                                                                 | 1 – 0                                                                  | Francia                                                                | Amichevole                                                             | -                                                                      |                                                                        |
| 20-6-2014                                                              | Fort Lauderdale                                                        | Stati Uniti                                                            | 2 – 2                                                                  | Francia                                                                | Amichevole                                                             | -                                                                      |                                                                        |
| 20-8-2014                                                              | Budapest                                                               | Ungheria                                                               | 0 – 4                                                                  | Francia                                                                | Qual. Mondiali 2015                                                    | 2                                                                      |                                                                        |
| 13-9-2014                                                              | Helsinki                                                               | Finlandia                                                              | 0 – 2                                                                  | Francia                                                                | Qual. Mondiali 2015                                                    | -                                                                      |                                                                        |
| 17-9-2014                                                              | Saint-Denis                                                            | Francia                                                                | 3 – 1                                                                  | Finlandia                                                              | Qual. Mondiali 2015                                                    | -                                                                      |                                                                        |
| 25-10-2014                                                             | Monaco di Baviera                                                      | Germania                                                               | 2 – 0                                                                  | Francia                                                                | Amichevole                                                             | -                                                                      |                                                                        |
| 22-11-2014                                                             | Calais                                                                 | Francia                                                                | 2 – 1                                                                  | Nuova Zelanda                                                          | Amichevole                                                             | 1                                                                      |                                                                        |
| 26-11-2014                                                             | Lione                                                                  | Francia                                                                | 2 – 0                                                                  | Brasile                                                                | Amichevole                                                             | 1                                                                      |                                                                        |
| 8-2-2015                                                               | Tolosa                                                                 | Francia                                                                | 2 – 0                                                                  | Stati Uniti                                                            | Amichevole                                                             | 1                                                                      |                                                                        |
| 2-3-2015                                                               | Albufeira                                                              | Portogallo                                                             | 0 – 1                                                                  | Francia                                                                | Algarve Cup 2015 - 1º turno                                            | 1                                                                      |                                                                        |
| 5-3-2015                                                               | Lagos                                                                  | Francia                                                                | 4 – 1                                                                  | Danimarca                                                              | Algarve Cup 2015 - 1º turno                                            | 1                                                                      |                                                                        |
| 8-3-2015                                                               | Parchal                                                                | Giappone                                                               | 1 – 3                                                                  | Francia                                                                | Algarve Cup 2015 - 1º turno                                            | 1                                                                      |                                                                        |
| 11-3-2015                                                              | Faro                                                                   | Stati Uniti                                                            | 2 – 0                                                                  | Francia                                                                | Algarve Cup 2015 - Finale                                              | -                                                                      |                                                                        |
| 9-4-2015                                                               | Lilla                                                                  | Francia                                                                | 1 – 0                                                                  | Canada                                                                 | Amichevole                                                             | 1                                                                      |                                                                        |
| 22-5-2015                                                              | Saint-Étienne                                                          | Francia                                                                | 2 – 1                                                                  | Irlanda                                                                | Amichevole                                                             | -                                                                      |                                                                        |
| 28-5-2015                                                              | Nîmes                                                                  | Francia                                                                | 1 – 0                                                                  | Scozia                                                                 | Amichevole                                                             | -                                                                      |                                                                        |
| 9-6-2015                                                               | Vancouver                                                              | Francia                                                                | 1 – 0                                                                  | Inghilterra                                                            | Mondiali 2015 - 1º turno                                               | 1                                                                      |                                                                        |
| 13-6-2015                                                              | Québec                                                                 | Francia                                                                | 0 – 2                                                                  | Colombia                                                               | Mondiali 2015 - 1º turno                                               | -                                                                      |                                                                        |
| 17-6-2015                                                              | Ottawa                                                                 | Messico                                                                | 0 – 5                                                                  | Francia                                                                | Mondiali 2015 - 1º turno                                               | 2                                                                      |                                                                        |
| 21-6-2015                                                              | Montréal                                                               | Francia                                                                | 3 – 0                                                                  | Corea del Sud                                                          | Mondiali 2015 - Ottavi di finale                                       | -                                                                      |                                                                        |
| 26-6-2015                                                              | Montréal                                                               | Francia                                                                | 1 – 1 (4 - 5 dtr)                                                      | Germania                                                               | Mondiali 2015 - Quarti di finale                                       | -                                                                      |                                                                        |
| 19-9-2015                                                              | Brest                                                                  | Francia                                                                | 2 – 1                                                                  | Brasile                                                                | Amichevole                                                             | -                                                                      |                                                                        |
| 22-9-2015                                                              | Lione                                                                  | Francia                                                                | 3 – 0                                                                  | Romania                                                                | Qual. Euro 2017                                                        | 2                                                                      |                                                                        |
| 23-10-2015                                                             | Saint-Denis                                                            | Francia                                                                | 1 – 2                                                                  | Paesi Bassi                                                            | Amichevole                                                             | -                                                                      |                                                                        |
| 26-10-2015                                                             | Leopoli                                                                | Ucraina                                                                | 0 – 3                                                                  | Francia                                                                | Qual. Euro 2017                                                        | -                                                                      |                                                                        |
| 27-11-2015                                                             | Tirana                                                                 | Albania                                                                | 0 – 6                                                                  | Francia                                                                | Qual. Euro 2017                                                        | 2                                                                      |                                                                        |
| 1-12-2015                                                              | Atene                                                                  | Grecia                                                                 | 0 – 3                                                                  | Francia                                                                | Qual. Euro 2017                                                        | 1                                                                      |                                                                        |
| 26-1-2016                                                              | Oslo                                                                   | Norvegia                                                               | 0 – 1                                                                  | Francia                                                                | Amichevole                                                             | -                                                                      |                                                                        |
| 3-3-2016                                                               | Wolfsburg                                                              | Germania                                                               | 1 – 0                                                                  | Francia                                                                | Amichevole                                                             | -                                                                      |                                                                        |
| 6-3-2016                                                               | Kansas City                                                            | Stati Uniti                                                            | 1 – 0                                                                  | Francia                                                                | Amichevole                                                             | -                                                                      |                                                                        |
| 9-3-2016                                                               | Stoccolma                                                              | Svezia                                                                 | 0 – 0                                                                  | Francia                                                                | Amichevole                                                             | -                                                                      |                                                                        |
| 8-4-2016                                                               | Bucarest                                                               | Romania                                                                | 0 – 1                                                                  | Francia                                                                | Qual. Euro 2017                                                        | -                                                                      |                                                                        |
| 11-4-2016                                                              | Digione                                                                | Francia                                                                | 4 – 0                                                                  | Ucraina                                                                | Qual. Euro 2017                                                        | -                                                                      |                                                                        |
| 3-6-2016                                                               | Rennes                                                                 | Francia                                                                | 1 – 0                                                                  | Grecia                                                                 | Qual. Euro 2017                                                        | 1                                                                      |                                                                        |
| 16-7-2016                                                              | Nizza                                                                  | Francia                                                                | 3 – 0                                                                  | Cina                                                                   | Amichevole                                                             | -                                                                      |                                                                        |
| 23-7-2016                                                              | Angers                                                                 | Francia                                                                | 1 – 0                                                                  | Canada                                                                 | Amichevole                                                             | -                                                                      |                                                                        |
| 3-8-2016                                                               | San Paolo                                                              | Francia                                                                | 4 – 0                                                                  | Colombia                                                               | Olimpiadi 2016 - 1º turno                                              | 1                                                                      |                                                                        |
| 6-8-2016                                                               | Belo Horizonte                                                         | Stati Uniti                                                            | 1 – 0                                                                  | Francia                                                                | Olimpiadi 2016 - 1º turno                                              | -                                                                      |                                                                        |
| 9-8-2016                                                               | Salvador                                                               | Nuova Zelanda                                                          | 0 – 3                                                                  | Francia                                                                | Olimpiadi 2016 - 1º turno                                              | 1                                                                      |                                                                        |
| 12-8-2016                                                              | San Paolo                                                              | Canada                                                                 | 1 – 0                                                                  | Francia                                                                | Olimpiadi 2016 - Quarti di finale                                      | -                                                                      |                                                                        |
| 15-9-2016                                                              | Grenoble                                                               | Francia                                                                | 1 – 1                                                                  | Brasile                                                                | Amichevole                                                             | -                                                                      |                                                                        |
| 20-9-2016                                                              | Parigi                                                                 | Francia                                                                | 6 – 0                                                                  | Albania                                                                | Qual. Euro 2017                                                        | 2                                                                      |                                                                        |
| 21-10-2016                                                             | Manchester                                                             | Inghilterra                                                            | 0 – 0                                                                  | Francia                                                                | Amichevole                                                             | -                                                                      |                                                                        |
| 25-11-2016                                                             | Le Havre                                                               | Francia                                                                | 1 – 0                                                                  | Spagna                                                                 | Amichevole                                                             | 1                                                                      |                                                                        |
| 22-1-2017                                                              | Saint-Denis                                                            | Francia                                                                | 2 – 0                                                                  | Sudafrica                                                              | Amichevole                                                             | -                                                                      |                                                                        |
| 1-3-2017                                                               | Columbus                                                               | Inghilterra                                                            | 1 – 2                                                                  | Francia                                                                | SheBelieves Cup – 1º turno                                             | -                                                                      |                                                                        |
| 4-3-2017                                                               | Detroit                                                                | Germania                                                               | 0 – 0                                                                  | Francia                                                                | SheBielieves Cup 2017 – 1º turno                                       | -                                                                      |                                                                        |
| 8-3-2017                                                               | Washington                                                             | Stati Uniti                                                            | 0 – 3                                                                  | Francia                                                                | SheBelieves Cup 2017 – Finale                                          | 1                                                                      |                                                                        |
| 7-4-2017                                                               | Eindhoven                                                              | Paesi Bassi                                                            | 1 – 2                                                                  | Spagna                                                                 | Amichevole                                                             | 1                                                                      |                                                                        |
| 8-7-2017                                                               | Montpellier                                                            | Francia                                                                | 2 – 0                                                                  | Belgio                                                                 | Amichevole                                                             | -                                                                      |                                                                        |
| 11-7-2017                                                              | Sedan                                                                  | Francia                                                                | 1 – 1                                                                  | Norvegia                                                               | Amichevole                                                             | -                                                                      |                                                                        |
| 18-7-2017                                                              | Tilburg                                                                | Francia                                                                | 1 – 0                                                                  | Islanda                                                                | Euro 2017 - 1º turno                                                   | 1                                                                      |                                                                        |
| 22-7-2017                                                              | Utrecht                                                                | Francia                                                                | 1 – 1                                                                  | Austria                                                                | Euro 2017 - 1º turno                                                   | -                                                                      |                                                                        |
| 26-7-2017                                                              | Breda                                                                  | Svizzera                                                               | 1 – 1                                                                  | Francia                                                                | Euro 2017 - 1º turno                                                   | -                                                                      |                                                                        |
| 30-7-2017                                                              | Deventer                                                               | Inghilterra                                                            | 1 – 0                                                                  | Francia                                                                | Euro 2017 - Quarti di finale                                           | -                                                                      |                                                                        |
| 15-9-2017                                                              | Villeurbanne                                                           | Francia                                                                | 1 – 0                                                                  | Cile                                                                   | Amichevole                                                             | -                                                                      |                                                                        |
| 18-9-2017                                                              | Calais                                                                 | Francia                                                                | 3 – 1                                                                  | Spagna                                                                 | Amichevole                                                             | 1                                                                      |                                                                        |
| 20-10-2017                                                             | Tolosa                                                                 | Francia                                                                | 1 – 0                                                                  | Inghilterra                                                            | Amichevole                                                             | -                                                                      |                                                                        |
| 23-10-2017                                                             | Reims                                                                  | Francia                                                                | 8 – 0                                                                  | Ghana                                                                  | Amichevole                                                             | 2                                                                      |                                                                        |
| 24-11-2017                                                             | Stoccarda                                                              | Germania                                                               | 4 – 0                                                                  | Francia                                                                | Amichevole                                                             | -                                                                      |                                                                        |
| 27-11-2017                                                             | Bordeaux                                                               | Francia                                                                | 0 – 0                                                                  | Svezia                                                                 | Amichevole                                                             | -                                                                      |                                                                        |
| 20-1-2018                                                              | Marsiglia                                                              | Francia                                                                | 1 – 1                                                                  | Italia                                                                 | Amichevole                                                             | -                                                                      |                                                                        |
| 1-3-2018                                                               | Columbus                                                               | Francia                                                                | 1 – 4                                                                  | Inghilterra                                                            | SheBelieves Cup 2018 – 1º turno                                        | -                                                                      |                                                                        |
| 4-3-2018                                                               | Harrison                                                               | Francia                                                                | 1 – 1                                                                  | Stati Uniti                                                            | SheBelieves Cup 2018 – 1º turno                                        | 1                                                                      |                                                                        |
| 7-3-2018                                                               | Orlando                                                                | Francia                                                                | 3 – 0                                                                  | Germania                                                               | SheBelieves Cup 2018 – 1º turno                                        | 1                                                                      |                                                                        |
| 6-4-2018                                                               | Le Mans                                                                | Francia                                                                | 8 – 0                                                                  | Nigeria                                                                | Amichevole                                                             | 1                                                                      |                                                                        |
| 9-4-2018                                                               | Rennes                                                                 | Francia                                                                | 1 – 0                                                                  | Canada                                                                 | Amichevole                                                             | 1                                                                      |                                                                        |
| 1-9-2018                                                               | Amiens                                                                 | Francia                                                                | 4 – 0                                                                  | Messico                                                                | Amichevole                                                             | 2                                                                      |                                                                        |
| 5-10-2018                                                              | Saint-Étienne                                                          | Francia                                                                | 2 – 0                                                                  | Australia                                                              | Amichevole                                                             | 2                                                                      |                                                                        |
| 9-10-2018                                                              | Grenoble                                                               | Francia                                                                | 6 – 0                                                                  | Camerun                                                                | Amichevole                                                             | 1                                                                      |                                                                        |
| 10-11-2018                                                             | Digione                                                                | Francia                                                                | 3 – 1                                                                  | Brasile                                                                | Amichevole                                                             | -                                                                      |                                                                        |
| 18-1-2019                                                              | Nantes                                                                 | Francia                                                                | 3 – 1                                                                  | Stati Uniti                                                            | Amichevole                                                             | -                                                                      |                                                                        |
| 28-2-2019                                                              | Clermont-Ferrand                                                       | Francia                                                                | 0 – 1                                                                  | Germania                                                               | Amichevole                                                             | -                                                                      |                                                                        |
| 4-3-2019                                                               | Brest                                                                  | Francia                                                                | 6 – 0                                                                  | Uruguay                                                                | Amichevole                                                             | -                                                                      |                                                                        |
| 4-4-2019                                                               | Angers                                                                 | Francia                                                                | 3 – 1                                                                  | Giappone                                                               | Amichevole                                                             | 1                                                                      |                                                                        |
| 8-4-2019                                                               | Lilla                                                                  | Francia                                                                | 4 – 0                                                                  | Danimarca                                                              | Amichevole                                                             | -                                                                      |                                                                        |
| 25-5-2019                                                              | Saint-Denis                                                            | Francia                                                                | 3 – 0                                                                  | Thailandia                                                             | Amichevole                                                             | -                                                                      |                                                                        |
| 31-5-2019                                                              | Tolosa                                                                 | Francia                                                                | 2 – 1                                                                  | Cina                                                                   | Amichevole                                                             | -                                                                      |                                                                        |
| 7-6-2019                                                               | Parigi                                                                 | Francia                                                                | 4 – 0                                                                  | Corea del Sud                                                          | Mondiali 2019 - 1º turno                                               | 1                                                                      |                                                                        |
| 12-6-2019                                                              | Nizza                                                                  | Francia                                                                | 2 – 1                                                                  | Norvegia                                                               | Mondiali 2019 - 1º turno                                               | 1                                                                      |                                                                        |
| 17-6-2019                                                              | Rennes                                                                 | Nigeria                                                                | 0 – 1                                                                  | Francia                                                                | Mondiali 2019 - 1º turno                                               | -                                                                      |                                                                        |
| 23-6-2019                                                              | Le Havre                                                               | Francia                                                                | 2 – 1 dts                                                              | Brasile                                                                | Mondiali 2019 - Ottavi di finale                                       | -                                                                      |                                                                        |
| 28-6-2019                                                              | Parigi                                                                 | Francia                                                                | 1 – 2                                                                  | Stati Uniti                                                            | Mondiali 2019 - Quarti di finale                                       | -                                                                      |                                                                        |
| 31-8-2019                                                              | Strasburgo                                                             | Francia                                                                | 2 – 0                                                                  | Spagna                                                                 | Amichevole                                                             | 1                                                                      |                                                                        |
| 4-10-2019                                                              | Reims                                                                  | Francia                                                                | 4 – 0                                                                  | Islanda                                                                | Amichevole                                                             | 2                                                                      |                                                                        |
| 9-11-2019                                                              | Bordeaux                                                               | Francia                                                                | 3 – 0                                                                  | Kazakistan                                                             | Qual. Euro 2022                                                        | 1                                                                      |                                                                        |
| 4-3-2020                                                               | Parigi                                                                 | Francia                                                                | 1 – 0                                                                  | Canada                                                                 | Amichevole                                                             | -                                                                      |                                                                        |
| 7-3-2020                                                               | Marsiglia                                                              | Francia                                                                | 1 – 0                                                                  | Brasile                                                                | Amichevole                                                             | -                                                                      |                                                                        |
| 10-3-2020                                                              | Lione                                                                  | Francia                                                                | 3 – 3                                                                  | Paesi Bassi                                                            | Amichevole                                                             | -                                                                      |                                                                        |
| 18-9-2020                                                              | Belgrado                                                               | Serbia                                                                 | 0 – 2                                                                  | Francia                                                                | Qual. Euro 2022                                                        | -                                                                      |                                                                        |
| 22-9-2020                                                              | Skopje                                                                 | Macedonia del Nord                                                     | 0 – 7                                                                  | Francia                                                                | Qual. Euro 2022                                                        | 2                                                                      |                                                                        |
| 23-10-2020                                                             | Orléans                                                                | Francia                                                                | 11 – 0                                                                 | Macedonia del Nord                                                     | Qual. Euro 2022                                                        | 4                                                                      |                                                                        |
| 27-10-2020                                                             | Vienna                                                                 | Austria                                                                | 0 – 0                                                                  | Francia                                                                | Qual. Euro 2022                                                        | -                                                                      |                                                                        |
| 13-4-2021                                                              | Le Havre                                                               | Francia                                                                | 0 – 2                                                                  | Stati Uniti                                                            | Amichevole                                                             | -                                                                      |                                                                        |
| 7-4-2023                                                               | Clermont-Ferrand                                                       | Francia                                                                | 5 – 2                                                                  | Colombia                                                               | Amichevole                                                             | 2                                                                      | 63’                                                                    |
| 11-4-2023                                                              | Le Mans                                                                | Francia                                                                | 2 – 1                                                                  | Canada                                                                 | Amichevole                                                             | -                                                                      | 75’ 76’                                                                |
| 6-7-2023                                                               | Dublino                                                                | Irlanda                                                                | 0 – 3                                                                  | Francia                                                                | Amichevole                                                             | 1                                                                      | 75’                                                                    |
| 14-7-2023                                                              | Melbourne                                                              | Australia                                                              | 1 – 0                                                                  | Francia                                                                | Amichevole                                                             | -                                                                      |                                                                        |
| 23-7-2023                                                              | Sydney                                                                 | Francia                                                                | 0 – 0                                                                  | Giamaica                                                               | Mondiali 2023 - 1º turno                                               | -                                                                      |                                                                        |
| 29-7-2023                                                              | Brisbane                                                               | Francia                                                                | 2 – 1                                                                  | Brasile                                                                | Mondiali 2023 - 1º turno                                               | 1                                                                      | 65’                                                                    |
| 8-8-2023                                                               | Adelaide                                                               | Francia                                                                | 4 – 0                                                                  | Marocco                                                                | Mondiali 2023 - Ottavi di finale                                       | 2                                                                      | 81’                                                                    |
| 12-8-2023                                                              | Brisbane                                                               | Australia                                                              | 0 – 0 (7 - 6 dtr)                                                      | Francia                                                                | Mondiali 2023 - Quarti di finale                                       | -                                                                      |                                                                        |
| 22-9-2023                                                              | Valenciennes                                                           | Francia                                                                | 2 – 0                                                                  | Portogallo                                                             | UEFA Women's Nations League 2023-2024 - 1º turno                       | -                                                                      |                                                                        |
| 26-9-2023                                                              | Vienna                                                                 | Austria                                                                | 0 – 1                                                                  | Francia                                                                | UEFA Women's Nations League 2023-2024 - 1º turno                       | -                                                                      |                                                                        |
| 27-10-2023                                                             | Oslo                                                                   | Norvegia                                                               | 1 – 2                                                                  | Francia                                                                | UEFA Women's Nations League 2023-2024 - 1º turno                       | 1                                                                      | 90+2’                                                                  |
| 31-10-2023                                                             | Reims                                                                  | Francia                                                                | 0 – 0                                                                  | Norvegia                                                               | UEFA Women's Nations League 2023-2024 - 1º turno                       | -                                                                      |                                                                        |
| 1-12-2023                                                              | Rennes                                                                 | Francia                                                                | 3 – 0                                                                  | Austria                                                                | UEFA Women's Nations League 2023-2024 - 1º turno                       | 1                                                                      | 24’ 75’                                                                |
| 23-2-2024                                                              | Lione                                                                  | Francia                                                                | 2 – 1                                                                  | Germania                                                               | UEFA Women's Nations League 2023-2024 - Semifinale                     | -                                                                      | 76’                                                                    |
| 28-2-2024                                                              | Siviglia                                                               | Spagna                                                                 | 2 – 0                                                                  | Francia                                                                | UEFA Women's Nations League 2023-2024 - Finale                         | -                                                                      |                                                                        |
| 5-4-2024                                                               | Metz                                                                   | Francia                                                                | 1 – 0                                                                  | Irlanda                                                                | Qual. Euro 2025                                                        | -                                                                      | 62’                                                                    |
| 9-4-2024                                                               | Goteborg                                                               | Svezia                                                                 | 0 – 1                                                                  | Francia                                                                | Qual. Euro 2025                                                        | -                                                                      | 61’                                                                    |
| 25-7-2024                                                              | Décines-Charpieu                                                       | Francia                                                                | 3 – 2                                                                  | Colombia                                                               | Olimpiadi 2024 - 1º turno                                              | -                                                                      | 90+5’                                                                  |
| 31-7-2024                                                              | Décines-Charpieu                                                       | Nuova Zelanda                                                          | 1 – 2                                                                  | Francia                                                                | Olimpiadi 2024 - 1º turno                                              | -                                                                      | 83’                                                                    |
| 3-8-2024                                                               | Nantes                                                                 | Francia                                                                | 0 – 1                                                                  | Brasile                                                                | Olimpiadi 2024 - Quarti di finale                                      | -                                                                      | 85’                                                                    |
| 25-10-2024                                                             | Montbéliard                                                            | Francia                                                                | 3 – 0                                                                  | Giamaica                                                               | Amichevole                                                             | -                                                                      | 60’                                                                    |
| 30-11-2024                                                             | Angers                                                                 | Francia                                                                | 2 – 1                                                                  | Nigeria                                                                | Amichevole                                                             | -                                                                      | 46’                                                                    |
| 21-2-2025                                                              | Tolosa                                                                 | Francia                                                                | 1 – 0                                                                  | Norvegia                                                               | UEFA Women's Nations League 2025 - 1º turno                            | -                                                                      | 90’                                                                    |
| 25-2-2025                                                              | Le Mans                                                                | Francia                                                                | 3 – 2                                                                  | Islanda                                                                | UEFA Women's Nations League 2025 - 1º turno                            | -                                                                      | 79’                                                                    |
| 4-4-2025                                                               | San Gallo                                                              | Svizzera                                                               | 0 – 2                                                                  | Francia                                                                | UEFA Women's Nations League 2025 - 1° turno                            | -                                                                      | 77’                                                                    |
| Totale                                                                 |                                                                        | Presenze                                                               | 201                                                                    |                                                                        | Reti                                                                   | 95                                                                     |                                                                        |

## Palmarès

### Club

#### Competizioni nazionali
- Campionato francese: 12  (record)

Olympique Lione: 2010-2011, 2011-2012, 2012-2013, 2013-2014, 2014-2015, 2015-2016, 2016-2017, 2017-2018, 2018-2019, 2019-2020, 2021-2022, 2022-2023
- Coppa di Francia: 9  (record)

Olympique Lione: 2011-2012, 2012-2013, 2013-2014, 2014-2015, 2015-2016, 2016-2017, 2018-2019, 2019-2020, 2022-2023
- Supercoppa francese: 3

Olympique Lione: 2019, 2022, 2023

#### Competizioni internazionali
- UEFA Women's Champions League: 8  (record)

Olympique Lione: 2010-2011, 2011-2012, 2015-2016, 2016-2017, 2017-2018, 2018-2019, 2019-2020, 2021-2022

### Nazionale
- Cyprus Cup: 2

2012, 2014
- SheBelieves Cup: 1

2017

### Individuali
- Trophées UNFP du football: 2

Division 1 Féminine: 2010, 2015
- Capocannoniere del campionato francese: 3

2009-2010 (19), 2011-2012 (22), 2016-2017 (20)
- Capocannoniere della UEFA Women's Champions League: 2

2011-2012 (9 reti, ex aequo con Camille Abily)
- Miglior giocatrice dell'Algarve Cup 2015
- Pallone di bronzo al Mondiale Under-20 di Cile 2008